# Hyphoporus subaequalis
Hyphoporus subaequalis är en skalbaggsart som beskrevs av Vazirani 1969. Hyphoporus subaequalis ingår i släktet Hyphoporus och familjen dykare. Inga underarter finns listade i Catalogue of Life.